# Mare de Déu de la Victòria (Alcúdia)
La imatge de la Mare de Déu de la Victòria és la patrona de la ciutat d'Alcúdia (Mallorca). És una talla gòtica de 59 cm feta de fusta que es troba al Santuari de la Mare de Déu de la Victòria. La primera documentació d'una marededeu en aquesta contrada és de 1395, i podria fer referència a aquesta mateixa imatge.
Segons la tradició, la imatge correspon a una marededeu trobada, i hauria estat descoberta devers el 1300 per un pastor. L'estàtua fou traslladada a l'església parroquial de la vila, però com que desapareixia i tornava a l'indret de la troballa, hom decidí de construir-hi una capella. El 1395 es documenta l'ermità Arnau Got en aquest indret, i posteriorment també s'hi documenta l'ermità Diego Garcia.
El 1522, els alcudiencs atribuïren a la imatge la seva victòria contra els agermanats que venien a posar setge a la vila, i com a agraïment li organitzaren una processó. El juny de 1535 la imatge fou traslladada a la ciutat d'Alcúdia, davant les moltes incursions de pirates turcs al nord de Mallorca; posteriorment, retornà a l'ermita. El 1616 es creà la confraria de la Mare de Déu de la Victòria per tenir-ne cura, i el 1644 els jurats l'elegiren patrona d'Alcúdia.
El vespre del dia 4 de juny de 1535, durant la visita de l'emperador Carles V a Mallorca, el rei va sopar amb fra Antoni d'Àvila, prior de l'ermita, i va poder pregar davant la Mare de Déu: los ruegos que fueron escuchados por la Virgen de la Victória ya que, mediante ella, pudo conquistar la ciudad de Túnez, acuchillar a treinta mil infieles y liberar a diez mil cautivos cristianos que gemían en las tristres prisiones del feroz Barbarroja.

## Goigs
Goigs a la Mare de Déu de la Victòria d'Alcúdia del segle xviii:
| Mare del Verbo increat i dels àngels Maria; o Santíssima Maria, i patrona d'Alcúdia fidelíssima Ciutat, De Victòria us nomenam, puis fóreu victoriosa triumfant i gloriosa entre tots los fills d'Adam; i tal favor mereixia la vostra gran santeadat. Trobaren vostra figura en aquesta alta muntanya, per la qual nos assegura la victòria en la campanya; ab llums i gran claridat que del Cel apareixia. Els àngels del cel venien en cantar vostros llaors ensenyants a certs pastors del modo millor porien; amb cant del Magníficat, entonant qui més poria. | Fundaren religiosos en vostra casa un convent, miracles prodigiosos, obrava l'Omnipotent; cada qual en santedat un àngel apareixia. Vós sou de nostra Ciutat la fortalesa i lo amparo, i en tota necessitat nos assistiu com a mare, és exèrcit esforçat vostro nom de valentia. Los nostros antepassats victòria per Vós tingueren quant a citar-los vengueren exèrcits agermanats; fonc son valor premiat vostro favor assistia. Un breu de La Santendat fonc decret i llei solemne que cada poble i regne un Sant tengués advocat; molt abans aquesta ciutat per Patrona a Vós tenia. | Vós sou la nube d'Elies, per Vós gosam un nom nou, que en temps sec i quan no plou donau aigua i alegries i al blat qui ja patia, arribà a ser ben granat. Al malalt donau salut, en al jove bona sort, en al devot gran virtut, i al navegant duis a port; escapa de tempestat la barca qui en Vós confia. És la major senya aquesta de la Visitació, missa cantada i sermó ab jubileu i gran festa; és un dia apropiat, que el trist en goig convertia. Per tenir-vos en memòria no cessarem nit i dia d'invocar-vos, Verge pia, amb títol de Victòria; Victòria, Senyoria mia, tenim amb Vós al costat. |